# Gurgy-le-Château
Gurgey-le-Château ist eine französische Gemeinde mit 45 Einwohnern (Stand 1. Januar 2022) im Département Côte-d’Or in der Region Bourgogne-Franche-Comté. Sie gehört zum Kanton Châtillon-sur-Seine und zum Arrondissement Montbard. 
Nachbargemeinden sind Lucey im Nordosten, Gurgy-la-Ville im Norden, Rouvres-sur-Aube im Nordosten, Arbot im Osten, Buxerolles im Südosten, Chambain im Süden und Faverolles-lès-Lucey im Südwesten.

## Bevölkerungsentwicklung
| Jahr                       | 1962 | 1968 | 1975 | 1982 | 1990 | 1999 | 2008 | 2015 |
| -------------------------- | ---- | ---- | ---- | ---- | ---- | ---- | ---- | ---- |
| Einwohner                  | 116  | 110  | 87   | 84   | 68   | 61   | 50   | 41   |
| Quellen: Cassini und INSEE |      |      |      |      |      |      |      |      |

|  |  |